# Agrotis pectinatus
Agrotis pectinatus là một loài bướm đêm trong họ Noctuidae.